# Czechy (województwo małopolskie)
Czechy – wieś w Polsce położona w województwie małopolskim, w powiecie krakowskim, w gminie Słomniki.
W latach 1975–1998 miejscowość administracyjnie należała do województwa krakowskiego.

## Integralne części wsi
| SIMC    | Nazwa    | Rodzaj    |
| ------- | -------- | --------- |
| 0335829 | Dwór     | część wsi |
| 0335835 | Gaik     | część wsi |
| 0335841 | Góry     | część wsi |
| 0335858 | Jeziorko | część wsi |
| 0335864 | Szosa    | część wsi |
| 0335870 | Wądołki  | część wsi |

## Historia
Nazwa wsi wskazuje, że osadzono w niej jeńców lub osadników czeskich, prawdopodobnie we wczesnym średniowieczu. W miejscowości tej swoją posiadłość miał Jan Czeski, mąż Zofii z Maciejowskich Czeskiej.
W miejscowości znajduje się Rolnicza Spółdzielnia Produkcyjna.

## Zabytki
Obiekt wpisany do rejestru zabytków nieruchomych województwa małopolskiego.
- Zespół dworski: dwór, park.

## Wspólnoty wyznaniowe
Czechy należą do parafii Niegardów. Przyjmuje się, że znajdujący się w niegardowskim kościele pw. Świętego Jakuba Apostoła obraz Matki Boskiej Niegardowskiej stanowi dar Zofii Czeskiej.
- Świadkowie Jehowy:, zbór, Sala królestwa[12].